# 祖斯馬·昆特路
祖斯馬·艾迪亞·昆特路·昆特路（西班牙語：Josimar Aldair Quintero Quintero，發音：[ɟʝosiˈmaɾ kinˈteɾo]；1997年2月3日—）是一名厄瓜多爾職業足球員，司職中場，現時效力馬耳他足球超級聯賽球會。

## 球會生涯

### 早期生涯
出生於厄瓜多爾瓜亞基爾的昆特路在五歲時隨家人移民到西班牙，並在八歲時加盟巴塞隆拿的拉瑪西亞青訓學院。2013年4月，Goal.com報導昆特路拒絕了巴塞隆拿提供的職業合約，將在同年夏天離隊他投。

### 車路士
昆特路在2013年夏天轉投英超球會車路士，但由於文件及簽證問題，他在2014年7月11日才能正式加盟球會，並簽下他的首張職業合約。簽證問題亦令昆特路在18歲前不能為車路士於正式比賽上陣。
2015年9月11日，昆特路在對陣利物浦U21的比賽中首次在正式比賽為車路士青年隊上陣，並在該賽季成為車路士U21的重要球員。他在對陣波圖的歐洲青年聯賽射入自加盟車路士以來的首個入球。
2017年7月5日，昆特路被外借到俄超球會羅斯托夫，為期一季。同年9月20日，昆特路在對陣禾加阿斯特拉罕的俄羅斯盃比賽中上演職業生涯地標戰，在比賽第67分鐘後備上陣，協助球隊以2–0取勝。
2018年1月2日，羅斯托夫把昆特路從球隊官方名單中除名。
2018年1月17日，昆特路在回到車路士後隨即被外借到西乙B球會貝迪斯B隊至季尾，並設有買斷條款。同年3月4日，昆特路首次為貝迪斯B隊上陣，對手為美利達。
2018年8月10日，昆特路被外借到西乙B球會，為期一季。
車路士於2019年6月10日宣布昆特路不獲續約，他將於同月30日約滿後以自由身離隊。

### 愛斯賓奴B隊
2019年7月26日，西乙B球會愛斯賓奴B隊宣布簽入昆特路，他簽下一紙為期一年的合約，並設有續約兩年的選項。

### 皇家君主
2020年12月3日，昆特路以自由身加盟美冠聯球會皇家君主。
2021年6月18日，昆特路在對陣的比賽中首次為皇家君主上陣，球隊最終以1–2落敗。

### 古達加聯
2024年1月，昆特路加盟馬耳他足球超級聯賽球會。

## 國家隊生涯
2016年10月，昆特路首次被厄瓜多爾U20徵召，並在同月12日對陣巴西U20的友誼賽中首次為球隊上陣。

## 生涯統計
最後更新：2024年4月14日
| 效力球會          | 球季     | 聯賽          | 聯賽 | 聯賽 | 國家盃賽 | 國家盃賽 | 聯賽盃賽 | 聯賽盃賽 | 洲際賽事 | 洲際賽事 | 其他 | 其他 | 總計 | 總計 |
| 效力球會          | 球季     | 聯賽          | 上陣 | 入球 | 上陣     | 入球     | 上陣     | 入球     | 上陣     | 入球     | 上陣 | 入球 | 上陣 | 入球 |
| ----------------- | -------- | ------------- | ---- | ---- | -------- | -------- | -------- | -------- | -------- | -------- | ---- | ---- | ---- | ---- |
| 車路士            | 2017–18  | 英超          | 0    | 0    | 0        | 0        | 0        | 0        | 0        | 0        | 0    | 0    | 0    | 0    |
| 羅斯托夫（外借）  | 2017–18  | 俄超          | 0    | 0    | 1        | 0        | —        | —        | —        | —        | —    | —    | 1    | 0    |
| 貝迪斯B隊（外借） | 2017–18  | 西乙B – 第4組 | 6    | 0    | —        | —        | —        | —        | —        | —        | —    | —    | 6    | 0    |
| （外借）          | 2018–19  | 西乙B – 第3組 | 16   | 0    | 2        | 0        | —        | —        | —        | —        | —    | —    | 18   | 0    |
| 愛斯賓奴B隊       | 2019–20  | 西乙B – 第3組 | 10   | 0    | —        | —        | —        | —        | —        | —        | —    | —    | 10   | 0    |
| 皇家君主          | 2021     | 美冠聯        | 12   | 0    | 0        | 0        | —        | —        | —        | —        | —    | —    | 12   | 0    |
|      | 2023–24  | 馬耳他超      | 8    | 0    | 1        | 0        | —        | —        | —        | —        | —    | —    | 9    | 0    |
| 生涯總計          | 生涯總計 | 生涯總計      | 52   | 0    | 4        | 0        | 0        | 0        | 0        | 0        | 0    | 0    | 56   | 0    |